# Le Morning de Difool
Le Morning de Difool est le nom d'une émission de radio matinale créée en 2000 par Difool, diffusée en France par la station Skyrock, animé par Difool.

## Concept
Difool crée Le Morning de Difool le 3 septembre 2000. À l'origine, l'émission ne devait durer que le temps du mois de septembre, mais elle détient en 2018 le record de longévité d'une matinale en France[réf. souhaitée]. Contrairement aux stations de radio concurrentes dont les matinales sont réalisées depuis leur siège, Skyrock réalise Le Morning de Difool depuis un appartement à Courbevoie,.

## Animateurs
Actuels
- Difool : depuis 2000
- Romano : depuis 2000 (présent en direct de chez lui pour les conseils pas cher)
- Karim : depuis 2005
- Cariole : depuis 2013
- Rémi : depuis 2015
- Guigui : depuis 2018
- Sam : depuis 2018
- Théo : depuis 2020
- Pato : depuis 2018 (remplace Rémi lorsqu'il est absent)
- Tim : depuis 2022

Anciens 
- Florent : 2000-2001
- Marie : 2000-2005
- Momo 2000-2016 : décédé en 2016
- Sandra : 2001-2007
- Samy : 2001-2020
- Cédric : 2001-2021
- Stéphanie : 2004-2015
- Flavien : 2008-2013

## Audiences
Fin 2022, Le Morning de Difool est écouté par 285 000 auditeurs.
| 2014    | 2015    | 2016    | 2017    | 2018    | 2019    | 2020    | 2021    | 2022    | 2023    | 2024    |
| ------- | ------- | ------- | ------- | ------- | ------- | ------- | ------- | ------- | ------- | ------- |
| 290 000 | 323 000 | 283 000 | 288 000 | 308 000 | 298 000 | 295 000 | 270 000 | 285 000 | 278 000 | 276 000 |

Le graphique qui aurait dû être présenté ici ne peut pas être affiché car il utilise l'ancienne extension Graph, désactivée pour des questions de sécurité. Des indications pour créer un nouveau graphique avec la nouvelle extension Chart sont disponibles ici.